# La Perdoma
La Perdoma es un barrio perteneciente al término municipal de La Orotava, en la isla de Tenerife (Canarias, España). Está situado a una cota media sobre el nivel del mar de unos 400 m y cuenta con una población de 5.073 habitantes.

## Historia
El Pago de Higa, nombre original de La Perdoma, se constituyó como un pequeño asentamiento guanche. Con el paso de los siglos, fue manteniendo una actividad de supervivencia basada en la economía de subsistencia: así, eran frecuentes las figuras del trueque y la recogida de leña y de la hojarasca de las zonas más altas y boscosas. Esta situación se prolongó prácticamente hasta las postrimerías de la década de los 70. 
Paralelamente, entre las décadas de los 60 y los 70, el barrio organiza su actividad social en torno a la parroquia y al "Tele-Club 2010" (hoy actual casa parroquial). 
Al cargo de la primera, se encontraba José de Ponte y Méndez (1907 - 1966), cuyos restos mortales descansan en la iglesia de Nuestra Señora del Rosario. Tras su fallecimiento, ocupó su puesto Elías Díaz Lorenzo (1966 - 1971) junto a algún cura del colegio salesiano de San Isidro, bajo cuyo liderazgo se llevaron a cabo las "obras comunitarias" entre los años 1966 y 1971. Tal fue la influencia que tuvo dicho movimiento, que ellos mismos fueron los redactores de los planos del actual embalse impermeabilizado con geotextil, ubicado en el sitio del "Salto Manuel", que recoge el agua procedente de las galerías y la almacena a fin de abastecer a los regantes de la zona. 
En el segundo, se llevaban a cabo actividades diversas: proyección de películas, campeonatos deportivos, competiciones inspiradas en algún famoso programa televisivo y tertulias que llegaron a contar con la asistencia de afamados periodistas como Cristina García Ramos, Fernando G. Delgado y Juan Cruz Ruíz. También se organizaban bailes amenizados por los acordes y voces de grupos que interpretaban música pop-rock como "Los rayos verdes" o "Los diablos rojos". 
Poco a poco se van implantando los servicios públicos (redes de abastecimiento hidráulico y eléctrico, edificación de los dos colegios de educación infantil y primaria "Infanta Elena" y "Santa Teresa de Jesús", construcción del pabellón municipal de deportes "Celestino Hernández" y el campo de fútbol "Antonio Hernández", acondicionamiento del tramo en travesía de la actual carretera TF-324, construcción del colector de aguas residuales, etc.).

## Economía y Población
Su principal actividad económica la constituyen los pequeños comercios y los cultivos de la viña y la papa. Asociados a ellos, aún existe una Comunidad de Aguas, que además abastece a un gran número de viviendas particulares en el barrio. Este sistema de explotación económica del recurso hídrico, fue llevado a Canarias y a algunas regiones del continente americando, desde la Baja California hasta Tierra de Fuego por los colonos de la Corona de Castilla. 
Hasta mediados de los 90, la población se mantuvo estable, en torno a los 3.500 hab. En los últimos años ha experimentado un proceso de expansión urbanística y, en consecuencia, poblacional, de manera que, según los últimos datos disponibles del Instituto Nacional de Estadística (INE) se han alcanzado los 5.073 hab.

## Cultura y deportes
El fútbol siempre ha tenido una especial trascendencia en el barrio. Su equipo, el Atlético Perdoma, cuenta con unas importantes instalaciones en el límite con el barrio de La Luz. 
Mucho arraigo tiene también la práctica del balonmano, incentivada por el fallecido Celestino Hernández, profesor de Educación Física en el Colegio Público Santa Teresa de Jesús. El equipo de esta disciplina deportiva cuenta con una estructura ordinaria. La rama adulta femenina militó durante una temporada en la división de honor a nivel nacional.
La labor cultural que se ha desarrollado en los últimos tiempos (y que supone una prolongación de la semilla sembrada en el "Teleclub 2010") se ha materializado en un sinfín de publicaciones de temática local, a saber: "Higa-La Perdoma. Crónicas, versos y pregones", "Vida escolar de La Perdoma", "por los caminos de Higa", "La Perdoma Ilustrada", "Un esqueleto en la viña", "Agrupación Folclórica de Higa 1980-2005 - 25 años furrunguiando" y "La Perdoma del siglo XX. Historia, Personajes, Evocaciones y Fotografías". 
Asimismo, existe un gran número de agrupaciones folclóricas, entre las que se encuentran "Agrupación Folclórica Higa", "Agrupación Folclórica Marzagay", la "Agrupación Folclórica Tagoror" y la "Agrupación Folclórica Magec". Además de estas agrupaciones musicales, actualmente existen otros colectivos entre los que podemos encontrar el grupo de teatro ("Teatruva"); y desde 2013 la Asociación Juvenil Echeyde, que ha sido la creadora del Festival Carnavalero y elección del Rey y Reina Infantil Carnavalera. También podemos incluir la ludoteca que realiza  actividades de entretenimiento infantil.

## Demografía
| 2000 | 2001 | 2002 | 2003 | 2004 | 2005 | 2006 | 2007 | 2008 | 2009 | 2010 | 2011 | 2012 | 2013 | 2014 |
| ---- | ---- | ---- | ---- | ---- | ---- | ---- | ---- | ---- | ---- | ---- | ---- | ---- | ---- | ---- |
| 4128 | 4026 | 4026 | 4145 | 4248 | 4336 | 4383 | 4531 | 4608 | 4685 | 4839 | 4972 | 5071 | 5020 | 5073 |